# Bivilliers
Bivilliers település Franciaországban, Orne megyében. Lakosainak száma 63 fő (2018. január 1.). Bivilliers Bubertré, Feings és Villiers-sous-Mortagne községekkel határos.

## Népesség
A település népességének változása:
| Lakosok száma | 118  | 99   | 92   | 84   | 86   | 63   | 71   | 65   | 63   | 63   |
|               | 1962 | 1968 | 1975 | 1982 | 1990 | 2008 | 2013 | 2015 | 2017 | 2018 |